# 瘤足蕨科
瘤足蕨科（学名：Plagiogyriaceae），是水龙骨目下的一个科。

## 下级分类
本科包括以下属：
- 瘤足蕨属 Plagiogyria (Kunze) Mett.
- Polygramma C.Presl, 1851